# Tyô-ga-take
Tyô-ga-take är en bergstopp i Antarktis. Den ligger i Östantarktis. Norge gör anspråk på området. Toppen på Tyô-ga-take är 1 901 meter över havet.
Terrängen runt Tyô-ga-take är platt åt nordost, men åt sydväst är den kuperad. Trakten är obefolkad. Det finns inga samhällen i närheten. 